# Yeah! Yeah! Yeah! Studios
Yeah! Yeah! Yeah! Studios ist ein Tonstudio in Hamburg, speziell für analoge Musikproduktionen.

## Geschichte
1997 gründete Dennis Rux in seiner Universitätsstadt Göttingen ein kleines Studio in einem Keller, bis er dann 2009 erstmals das „Yeah! Yeah! Yeah!“ Studio in Hammerbrook eröffnete. Im September 2016 zog das Studio in ein Industriegebäude in der Hamburger Straße im Stadtteil Barmbek-Süd um, wo er es seitdem mit Matthias Kieslich, Musikproduzent und Recording Engineer, betreibt.
Im Mai 2021 wurde das Industriegebäude, in dessen dritter Etage sich das Tonstudio befand, durch eine Explosion teilweise zerstört und war infolgedessen einsturzgefährdet. Wie der NDR berichtete, verursachte laut Polizei der einzige Bewohner des Hauses die Explosion, um sich selbst zu töten.
Die Hamburger Musikszene organisierte im Juni 2021 ein Solidaritätskonzert.

## Beschreibung
In den 55 m² des Studios befanden sich viele antiquarische Instrumente, die der Inhaber Dennis Rux über 25 Jahre hinweg überall auf der Welt gesammelt hatte, darunter eine Hammond-B3-Orgel, Neumann-Röhrenmikrofone aus den fünfziger Jahren, ein Petrof-Konzertflügel und ein 1974 erbautes Mischpult von Polygram, das die Rolling Stones schon nutzten. Sie wurden vor allem von Bands geschätzt, die Stücke im Sound der Sixties aufnahmen. Das Tonstudio verkörpere „eine ganz besondere Mischung aus Nostalgie und Leidenschaft“, schrieb 2015 das Hamburger Abendblatt. Das Studio sei ein „großer Spielplatz für Musiknerds“, beschrieb es Zeit Online. „Viele Bands, die den knarzenden, warmen Sound vergangener Tage suchen, nahmen in diesem Studio schon ihre Platten auf.“

## Bands
Zu den Bands und Künstlern, die in den Yeah! Yeah! Yeah! Studios Tonträger aufnahmen, gehören laut Eintrag in der Datenbank Discogs unter anderem:
- Freud
- The Floorettes
- The Jaybirds